# Micropterix fenestrellensis
Micropterix fenestrellensis és una espècie d'arna de la família Micropterigidae. Va ser descrita per Heath & Kaltenbach, l'any 1984.
És una espècie endèmica d'Itàlia.
Té una envergadura de 3,3 mm en els mascles i de 3,2 mm les femelles.